# نمش‌گورژونی
نِمِش‌گورژونی (به مجاری:  Nemesgörzsöny) یک شهرداری در مجارستان است که در ناحیه پاپا واقع شده‌است. نمش‌گورژونی ۱۹٫۲۵ کیلومتر مربع مساحت و ۷۷۹ نفر جمعیت دارد.